# Manzanares
Manzanares je řeka protékající středním Španělskem. Pramení v pohoří Sierra de Guadarrama (součást Kastilského pohoří), protéká Madridem a nakonec ústí do řeky Jarama, která je přítokem řeky Tajo.

## Průběh toku

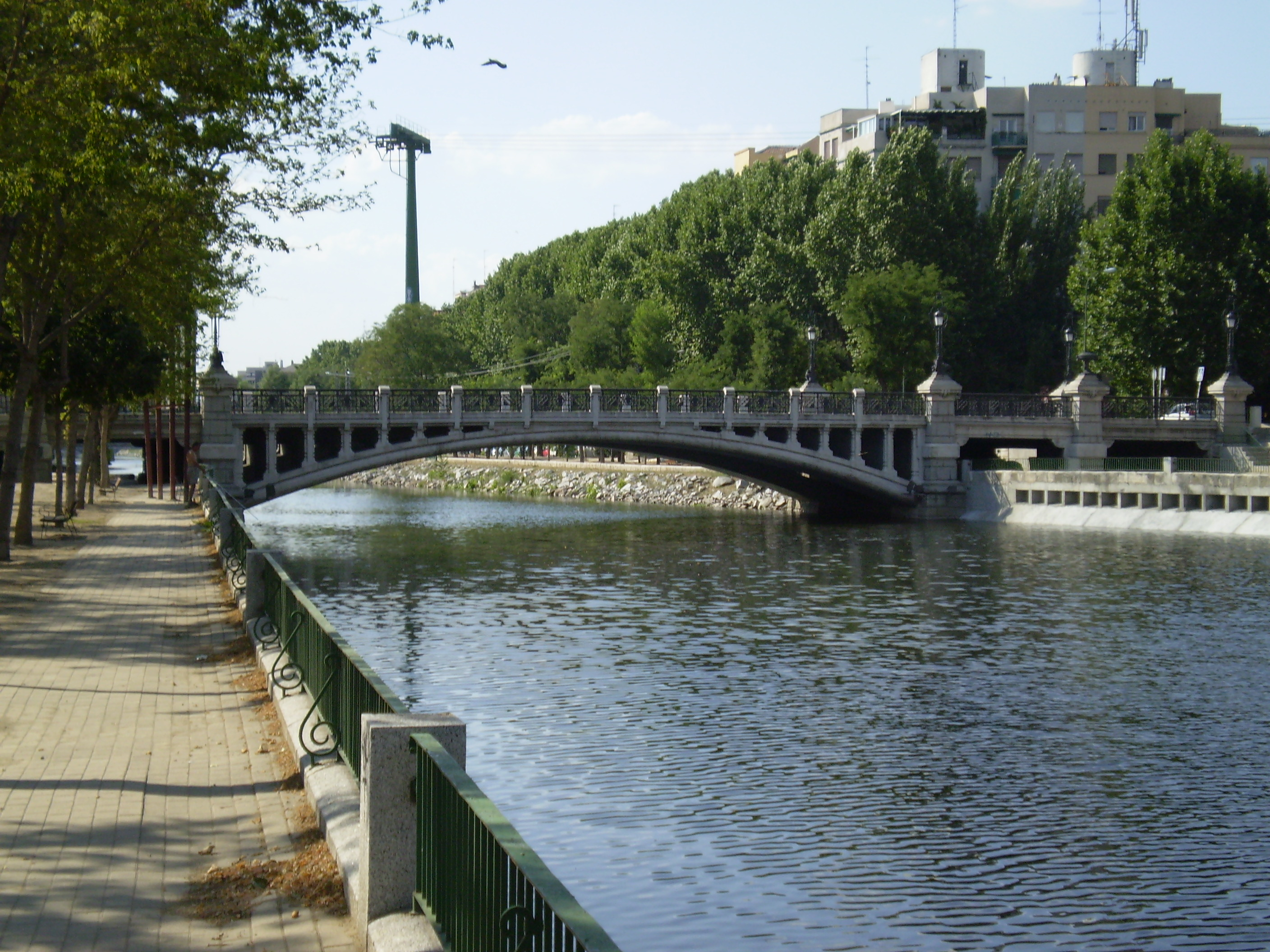
Puente de la Reina Victoria v Madridu

Manzanares pramení v pohoří Sierra de Guadarrama poblíž průsmyku Navacerrada. Povodí horního toku řeky je chráněno jako Parque Regional de la Cuenca Alta del Manzanares, přírodní rezervace, která je zároveň biosférickou rezervací UNESCO. Manzanares od svého pramene teče jihovýchodním směrem a protéká středověkým městem Manzanares el Real, kde je řeka přehrazena a vytváří tak vodní nádrž Santillana, jednu z nejdůležitějších zásobáren vody pro hlavní město. Poté se řeka stáčí jižním směrem a protéká skrze Monte del Pardo, ekologicky významnou oblast na okraji Madridu. Manzanares protéká západní částí Madridu a jeho tok vytváří přirozenou hranici mezi starým městem na levém (východním) břehu a městskými částmi Carabanchel a Usera na pravém (západním) břehu. Poblíž řeky se také nachází stadion Estadio Vicente Calderón, který byl domácím stadionem klubu Atlético Madrid. Řeka opouští Madrid v jeho nejjižnější části. Poté se výrazně stáčí na východ okolo vesnice Perales del Río a směrem k řece Jarama, do které ústí poblíž města Arganda del Rey. Od svého pramene k ústí Manzanares urazí celkem 92 km.

## Historický význam

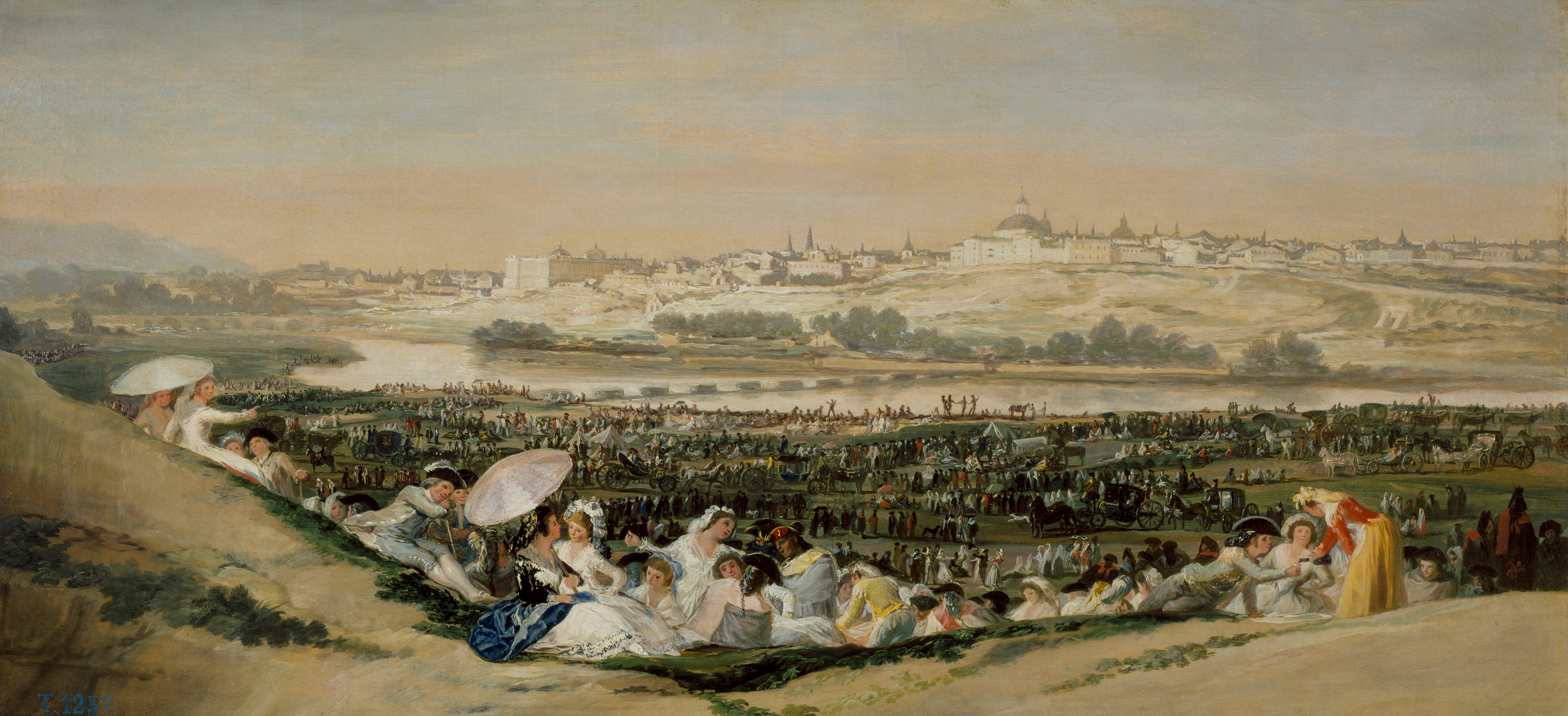
Manzanares na obraze La pradera de San Isidro od Francisca Goyi

I přesto, že je Manzanares poměrně malá a zeměpisně bezvýznamná řeka, měla vždy velký význam díky svému blízkému vztahu k Madridu. Právě Madrid byl v 9. století založen Maury jako pevnost střežící řeku.
Manzanares se také nachází na mnoha malbách Francisca Goyi, malíře pozdního 18. a začátku 19. století Jeho díla zobrazují tradičně oblečené Madriďany (Madrileños), jak tančí či pořádají pikniky poblíž řeky.
Řeka také tvořila důležitou obrannou linii republikánských jednotek během obléhání Madridu v dobách španělské občanské války. Dodnes se v okolí vesnice Perales del Río nachází mnoho bunkrů. Klíčový význam měl díky své strategické poloze madridský most Puente de los Franceses. Zde byly nacionalistické jednotky opakovaně odraženy a bylo jim tak zabráněno ve vstupu do centra Madridu.

## Galerie

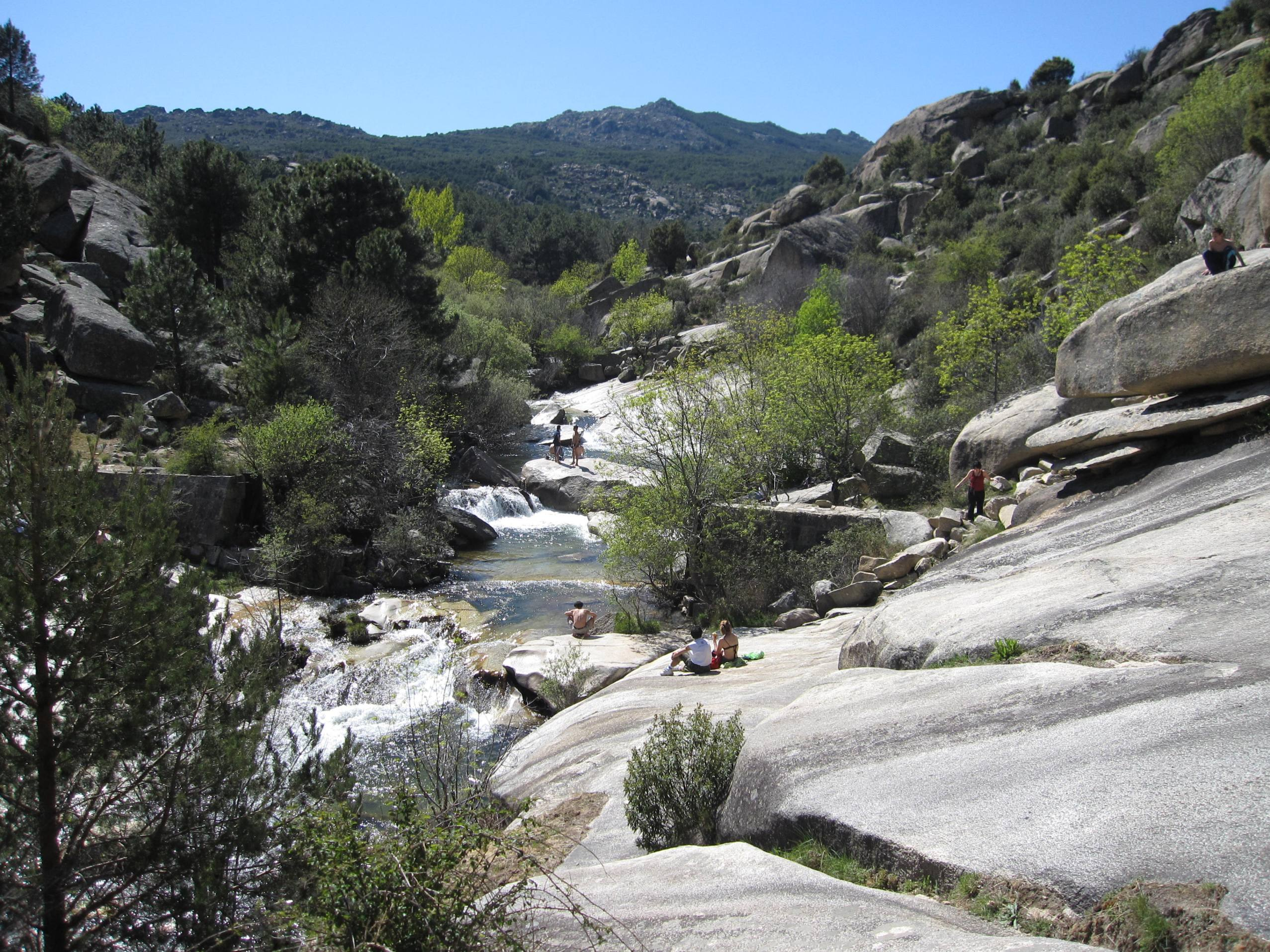
Horní tok řeky
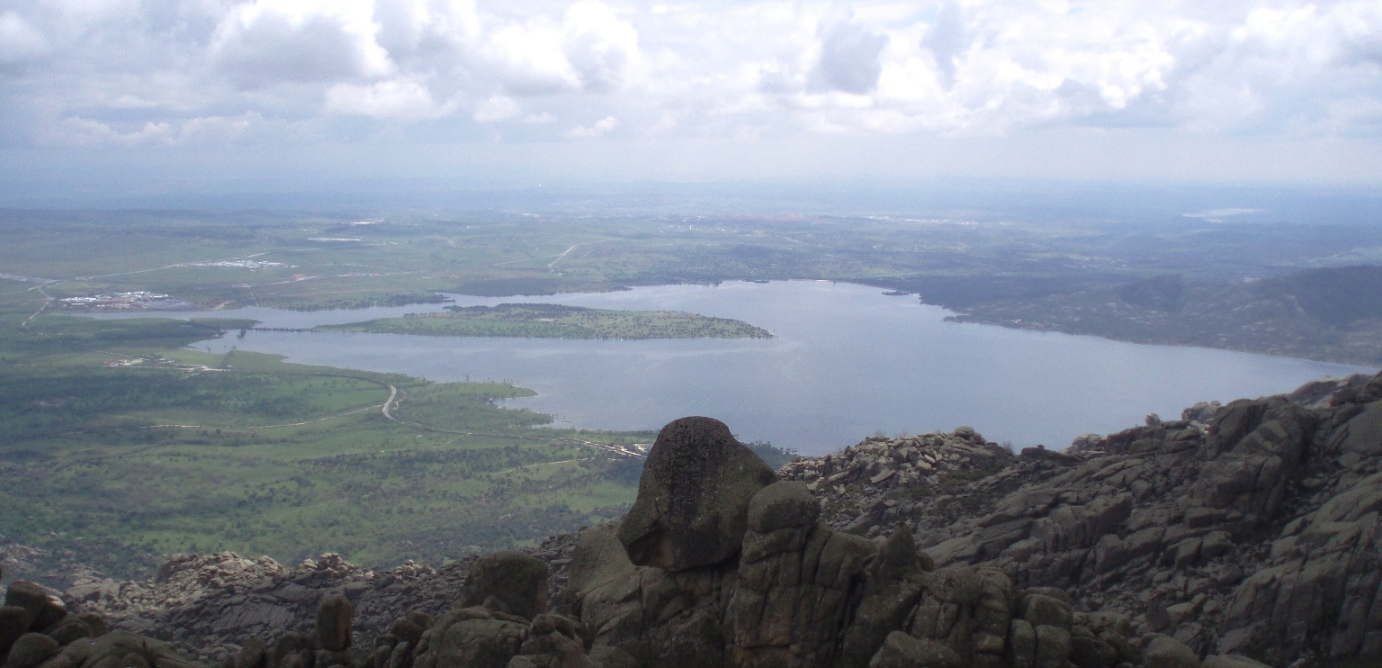
Vodní nádrž Embalse de Santillana
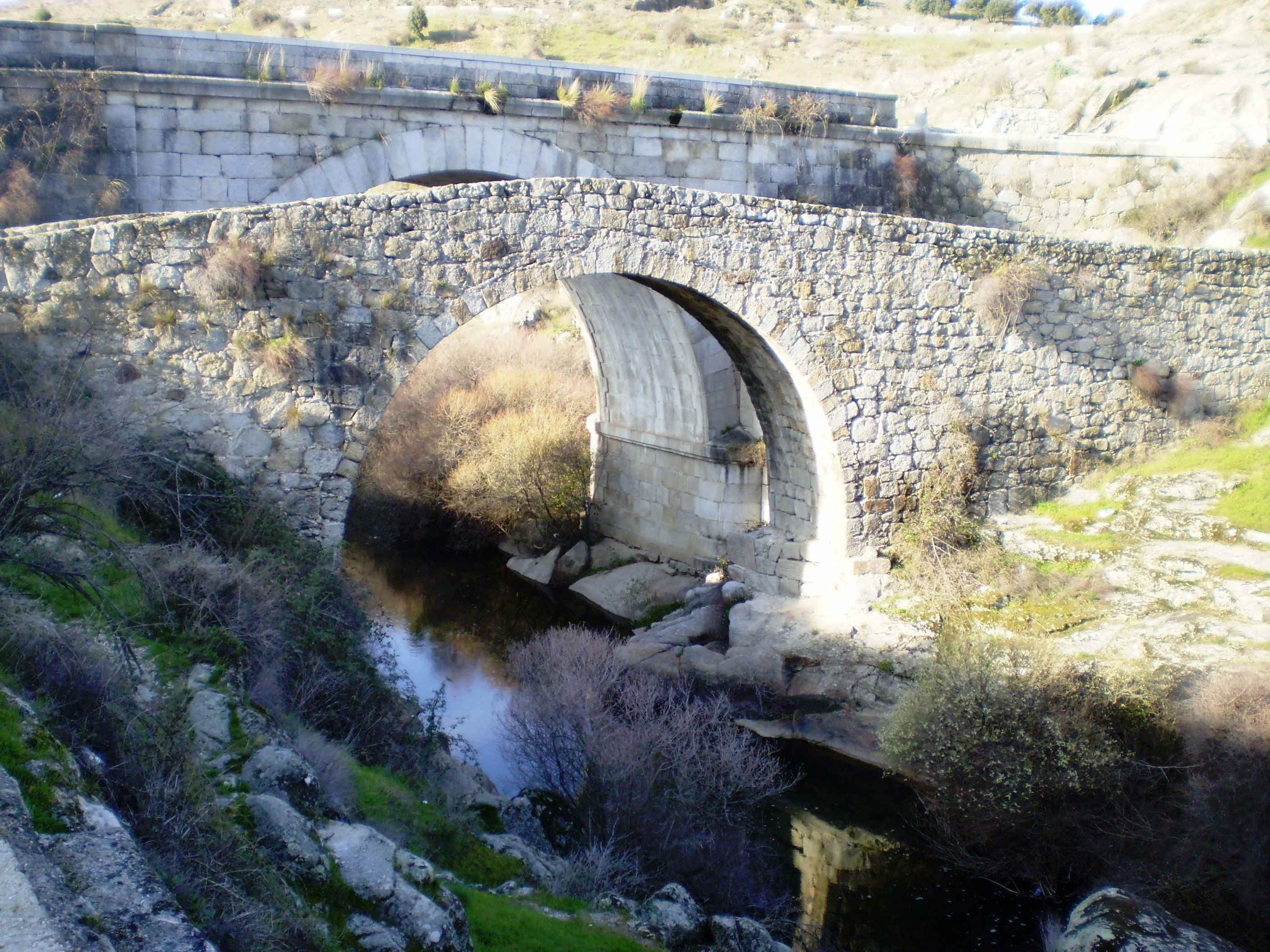
Most Puente de Grajal
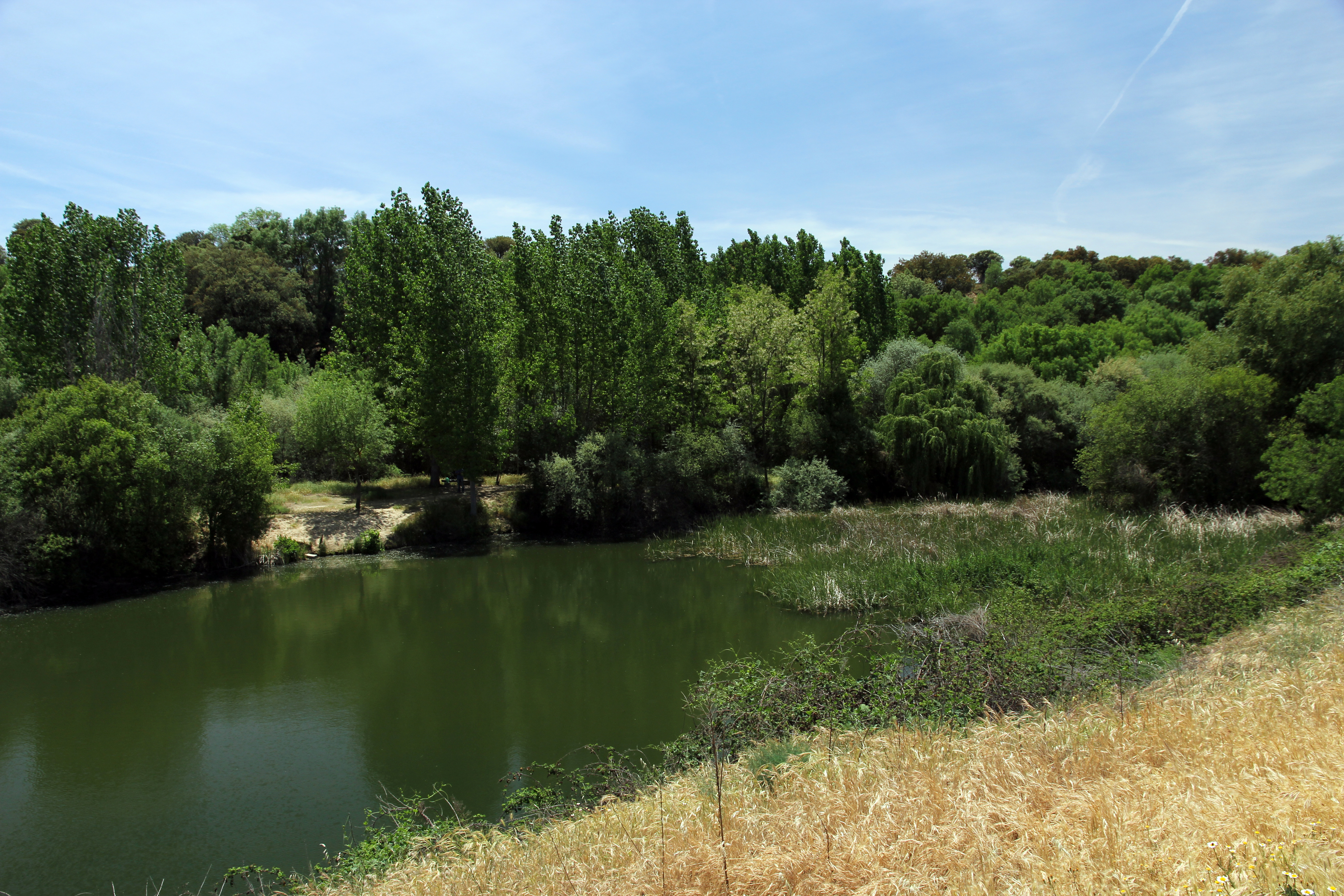
Manzanares v oblasti Monte del Pardo
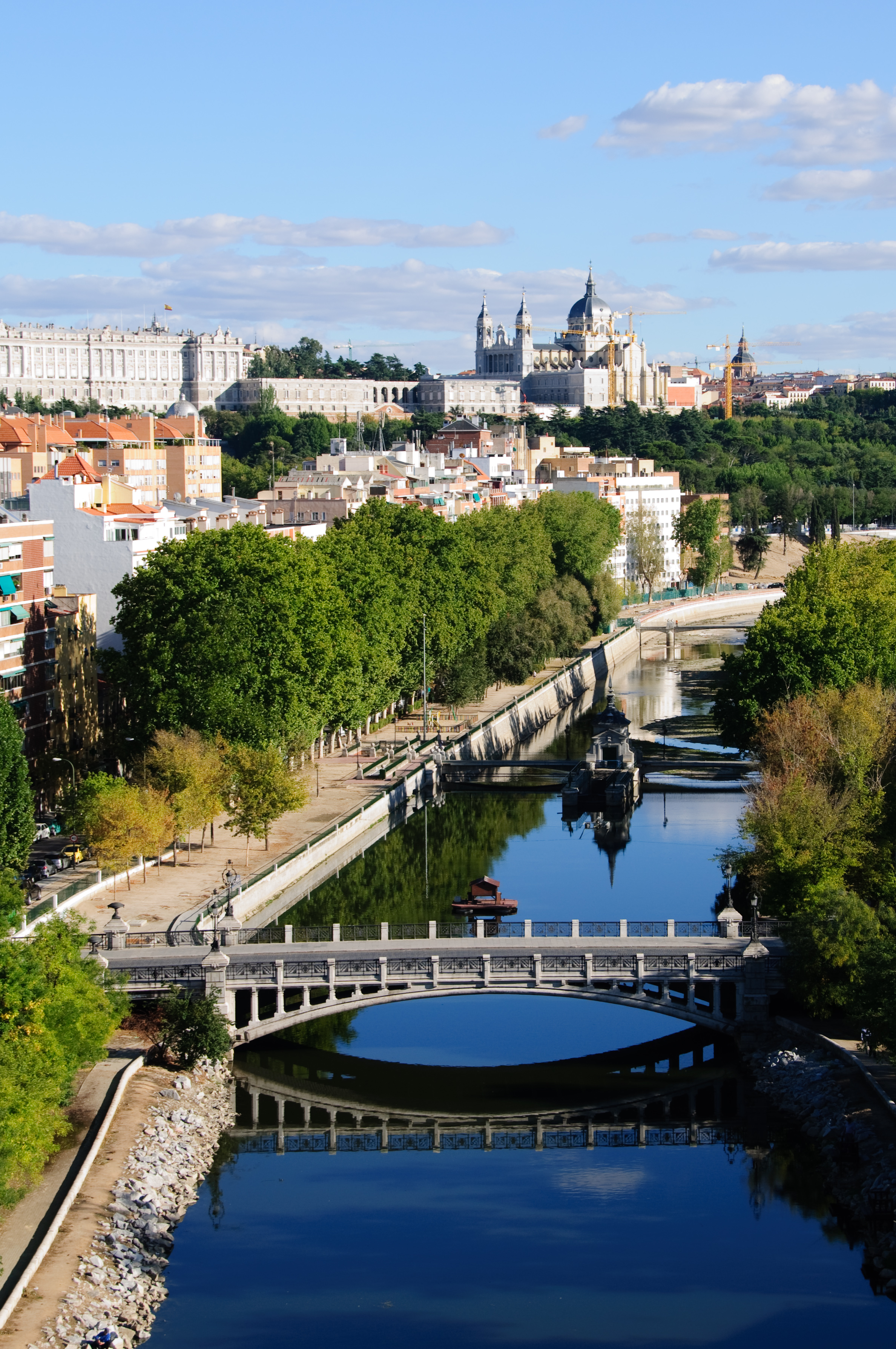
Manzanares v Madridu
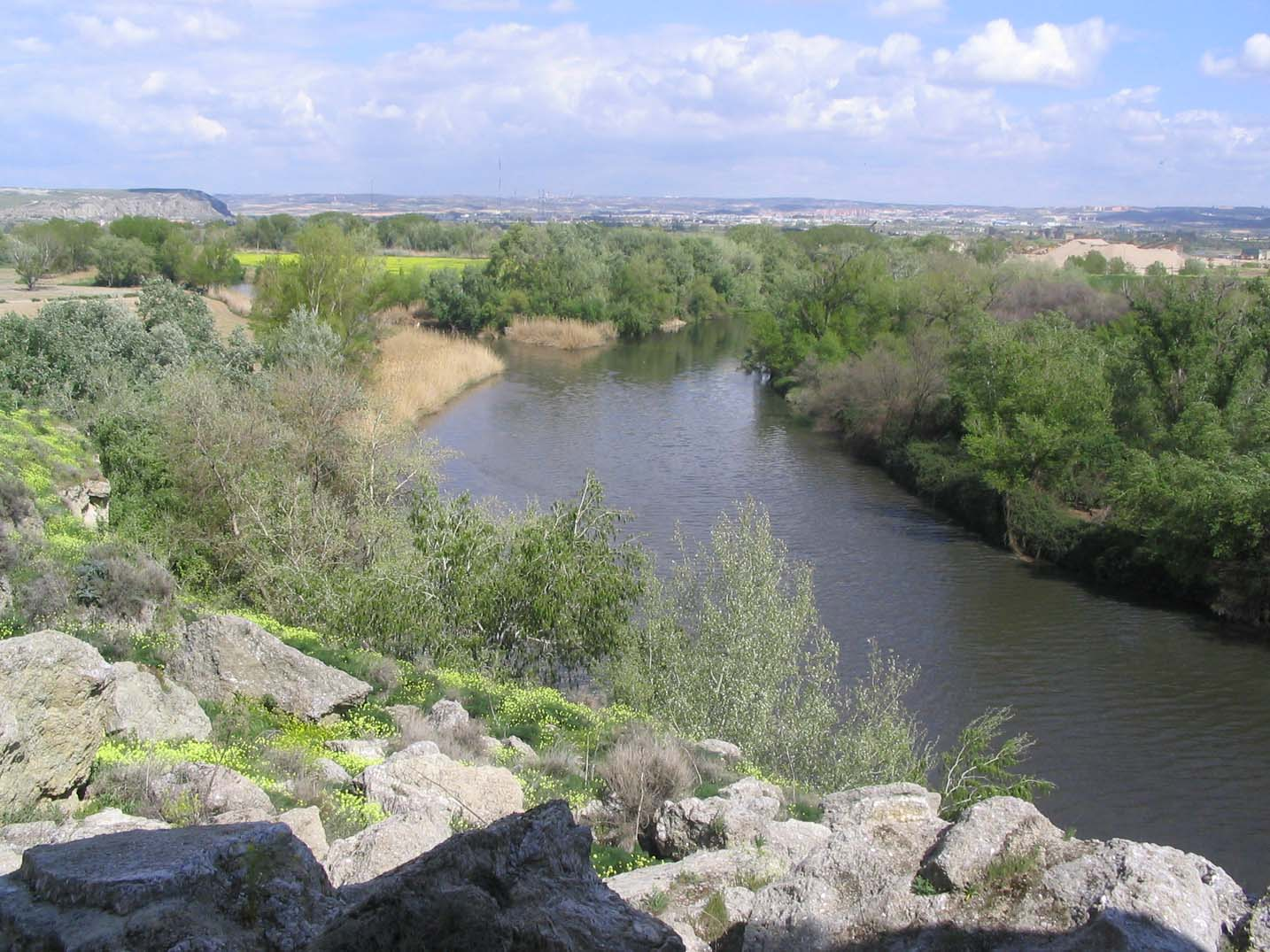
Soutok řek Manzanares a Jarama